# Serapio Calderón
Serapio Calderón (Paucartambo, 1843 — Cusco, 1922) foi um político e Presidente do Peru de 7 de Maio de 1904 a 24 de Setembro de 1904.